# Karl Heinz Bremer
Karl Heinz Bremer, né le 16 novembre 1911 à Francfort-sur-le-Main (Allemagne) et mort le 2 mai 1942 à Novgorod (Russie), est un historien, écrivain, journaliste et diplomate allemand. 
Membre du Parti national-socialiste des travailleurs allemands, il est, durant la Seconde Guerre mondiale, avec Karl Epting, l'un des représentant les plus influents de la culture allemande en France en tant que directeur adjoint de l'Institut allemand, organe de propagande culturelle du Troisième Reich. Il a pour rôle, avec Gerhard Heller, d'organiser la censure et de contrôler la production littéraire. Il est aussi connu pour être un ami intime du journaliste Robert Brasillach.

## Biographie

### Études et formation
Né en 1910 à Francfort-sur-le-Main (Allemagne), Karl Heinz Bremer alors jeune étudiant vient, en 1931, étudier à Poitiers. Par la suite, il continue son parcours à la Sorbonne, de 1932 à 1933, où il commence la rédaction de sa thèse de doctorat sur Napoléon III et le socialisme français, thèse qu'il soutient en 1934 à Koenigsberg. Dans les années 1936-1938, il dispense des lectures sur la littérature française à la Sorbonne et à l'École normale supérieure. 

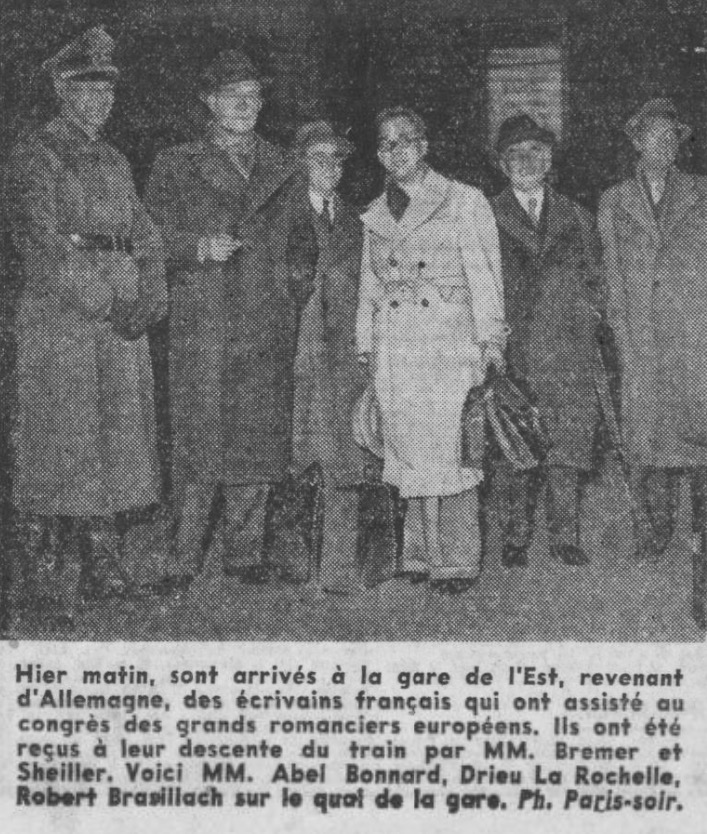
Karl Heinz Bremer accueille les écrivains français Abel Bonnard, Drieu La Rochelle et Robert Brasillach, de retour de voyage en Allemagne, gare de l'Est (Paris), le 3 novembre 1941.

### Sous la collaboration
Pendant la guerre, il devient directeur adjoint de l'Institut allemand aux côtés de son directeur Gerhard Heller. 

En 1942, il est envoyé sur le front de l'Est où il trouve la mort. Henry de Montherlant écrira à son sujet : 
« Je crois qu'il est peu d'écrivains ou d'intellectuels français, demeurés à Paris, qui ne lui doivent quelque chose, dans le grand et le petit. »

## Œuvres
- Der sozialistische Kaiser, Die Tat, XXX (June 1938).